# یو هوی سونگ
یو هوی سونگ (کره‌ای: 유회승؛ زادهٔ ۲۸ فوریهٔ ۱۹۹۵) خواننده اهل کره جنوبی است. وی از سال ۲۰۱۷ میلادی تاکنون مشغول فعالیت بوده است.